# Descartes (Indre-et-Loire)
Descartes é uma comunidade francesa com 4019 habitantes (1999) e uma área de 38,08 km² no departamento de Indre-et-Loire, na região Centro, na Touraine.

## Monumentos
- Estátua de René Descartes, erigida no século XIX

## Eventos
Inicialmente denominada La Haye en Touraine, tornou-se La Haye-Descartes em 1802, e Descartes em 1967.

## Personalidades
- René Descartes, filósofo, nascido em 1596.